# Würzburger Straße 13 (Dettelbach)

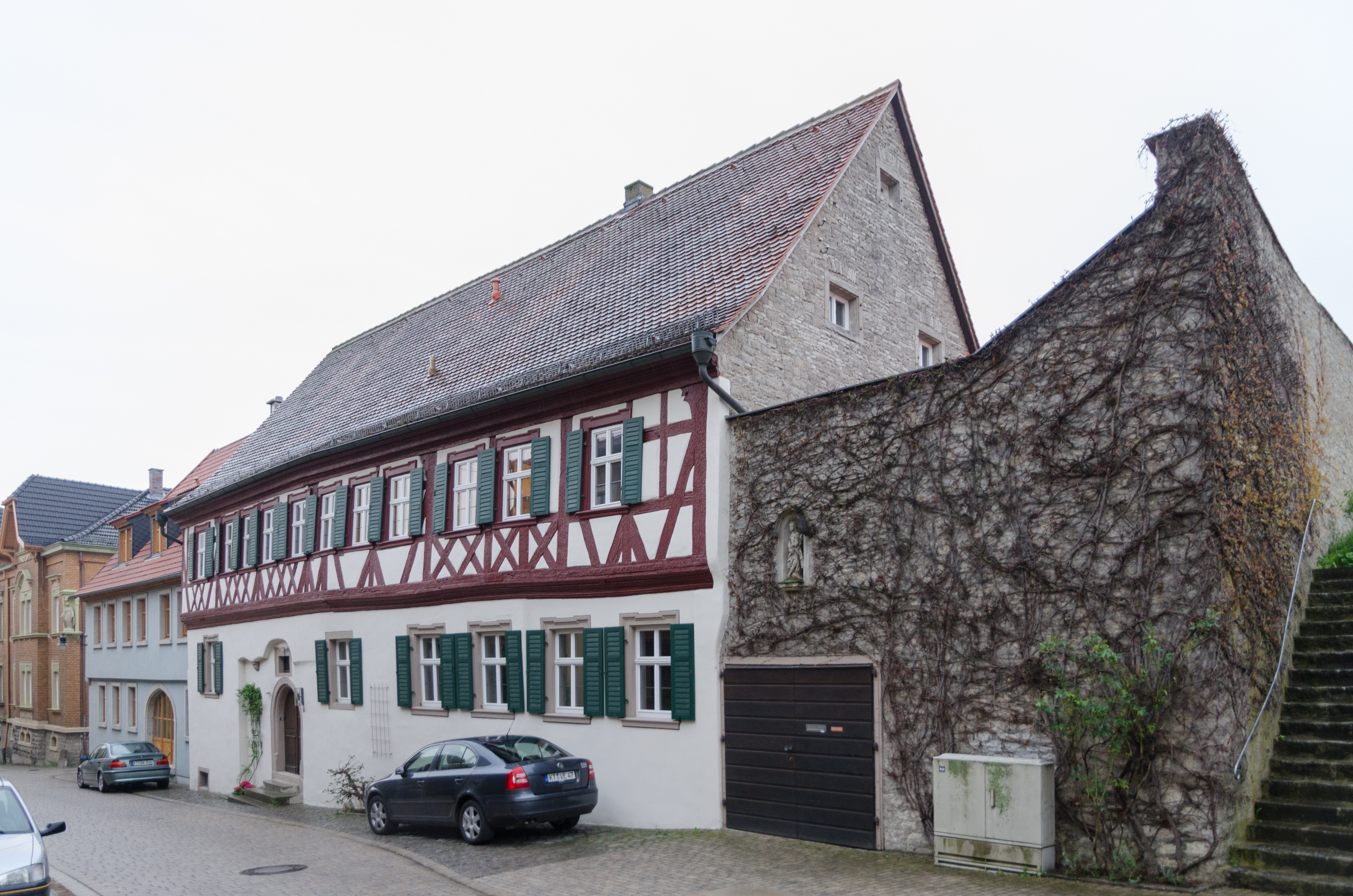
Dettelbach, Würzburger Straße 13

Das Haus Würzburger Straße 13 (fälschlicherweise auch Würzburger Straße 11, früher Hausnummern 300, 302) ist ein denkmalgeschütztes Gebäude in der westlichen Altstadt des unterfränkischen Dettelbach.

## Geschichte
Die Geschichte des Hauses Würzburger Straße 13 ist eng mit der der Stadt Dettelbach verbunden. Das Gebäude selbst besitzt eine Inschrift im Sturz des Rundbogenpförtchens, die es auf das Jahr 1623 datiert. Die Zahl ist von den Buchstaben „M“ und „D“ flankiert, die wohl auf die Erbauer des Hauses anspielen. Die Namen dieser ersten Besitzer sind unbekannt. Erst seit 1686 lässt sich die Geschichte der Bewohner rekonstruieren. Das „Haus am Steigtor“, neben dem ehemaligen Tor in Richtung Würzburg, wurde als Winzerhaus errichtet.
Im Jahr 1686 lebte der Winzer Matthes Obermeder im Gebäude. 1777 ist Johann Schedel an dieser Hofstelle nachgewiesen. Unterhalb des Anwesens sind große Keller zu finden, um die Weintrauben einlagern und veredeln zu können. Beide Besitzer zählten zu den wohlhabenderen Einwohnern der Stadt. Zeitweise teilte man im 19. Jahrhundert die Hofstelle, sodass zwei Besitzer einzogen. Ein Weinhändler ist erstmals 1841 mit Smudel Wannfried in den Baulichkeiten nachgewiesen. 
Das Haus am Rande der Altstadt blieb in der Folgezeit immer von Weinhändlern oder Winzern bewohnt. In den 1980er Jahren lebten die Familien Baumann und Röll im Haus. In den 1960er und 1970er Jahren ließ man allerdings die Bausubstanz zusehends verfallen. Im Jahr 1979 wurde das Haus verkauft und in der Folgezeit einer umfassenden Renovierung unterzogen. Das Haus ist heute als Baudenkmal unter Schutz gestellt. Untertägige Reste von Vorgängerbauten sind als Bodendenkmal vermerkt. Es ist Teil des Ensembles Altstadt Dettelbach.

## Beschreibung
Die Beschreibung des Hauses erfolgte in der Literatur lange Zeit aufgrund einer falschen Datengrundlage. Das Nachbarhaus Würzburger Straße 11 wurde als Renaissancebau bezeichnet, obwohl es erst im 18./19. Jahrhundert entstand. Das denkmalgeschützte Traufseithaus Würzburger Straße 13 tauchte dagegen selten in den Beschreibungen von bedeutenden Denkmälern in Dettelbach auf. Es präsentiert sich als zweigeschossiger Satteldachbau mit Fachwerkobergeschoss. An der Südseite des Baus wurde, wohl im 18. Jahrhundert, ein Nebengebäude angebaut.